# フランツ・ベルグストロム
フランツ・オスカー・ベルグストロム（1872年10月4日 - 1941年1月10日）は、スカンジナビア・アライアンス・ミッションの北欧系アメリカ人の在日宣教師である。
1893年6月26日K・E・アウレルと一緒に来日する。日本組合基督教会牧師である小崎弘道に、宣教すべき場所を尋ねると、岐阜県の飛騨高山と伊豆諸島の離島であるといわれたので、飛騨を宣教地に選ぶ。神岡と古川で伝道をする。
1895年に7人が洗礼を受けた。三年後高山教会の会堂が建設された。1904年岐阜県古川で暴漢に襲われ、九死に一生を得る。
1905年東京木原で開拓伝道するが、日露戦争の講和条約に関連した暴動で教会が焼き討ちに会う。1909年に中野に宣教師館を建てる。
その後、伊豆離島に伝道に行く。1926年日本を去り、アメリカ合衆国カリフォルニア州で隠居する。